# John Kennedy (compositor)
John Kennedy (Minnesota, 1959) é um compositor, maestro e educador norte-americano. É membro da diretoria do American Music Center, do qual foi presidente entre 2002-2005.

## Histórico
Formado em música pelo Oberlin Conservatory e pela Northwestern University, Kennedy destacou-se como um dos pioneiros da "nova música" clássica norte-americana, tendo trabalhado em conjunto com alguns dos grandes compositores da segunda metade do século XX, como Robert Ashley, John Cage, Philip Glass, Lou Harrison, Gian Carlo Menotti e Steve Reich.
Em 1987, Kennedy fundou o grupo musical Essential Music em Nova Iorque (cidade onde residiu por 15 anos), com o qual fez mais de 100 apresentações e excursionou por Europa e Japão. Em 1999, ao mudar-se para Santa Fé, ele fundou a SFNM (Santa Fe New Music), com a qual procurou apresentar a "nova música" à comunidade local, através de exibições em museus e outras organizações culturais. A SFNM possui uma série anual de concertos, um festival bienal e supervisiona o New Mexico Young Composers' Project, que premia jovens compositores entre 11 e 18 anos de idade.
Desde 1990, Kennedy tem sido diretor e regente da série de concertos Music in Time do Festival de Spoleto EUA, onde conduz a Orquestra do Festival de Spoleto e músicos convidados. Em seu repertório, uma gama musical que vai de Mozart à Stravinsky, passando por compositores mais recentes.

## Obras
Não obstante seu estilo apresentar muito da tradição experimentalista vigente no século XX, as obras de John Kennedy (que incluem música para ópera, cantata, orquestra e câmara, além de várias canções), têm sido bem recebidas pelo público e músicos ao redor do mundo. Suas composições já foram apresentadas nos principais centros de música clássica dos Estados Unidos e em festivais como o Aspekte de Salzburgo, o Festival de Junho de Zurique, o Festival dei due Mondi de Spoleto, a Soirée Nomades de Paris, o Nouvelle Scenes de Dijon e o Festival das Artes de Singapura.
Kennedy lançou um CD de sua cantata de câmara One Body através do selo SFNM (Santa Fe New Music) da First Edition Records. Este trabalho foi apresentado como um balé solo por Peter Boal do New York City Ballet, com coreografia de Albert Evans. Sua ópera The Language of Birds estreou na Ópera Sarasota em 2004 e em 2007, a Ópera de Santa Fé irá apresentar sua ópera de câmara The Faraway Nearby.